# Télémesure
Ne doit pas être confondu avec télémétrie.
La télémesure est une technique permettant d'obtenir à distance les valeurs de mesures effectuées dans des installations techniques. Par extension, une télémesure désigne l'une de ces mesures à distance.
Il ne faut pas confondre télémesure (technique de mesure à distance) avec télémétrie (technique de mesure des distances). Le terme « télémétrie » est cependant parfois utilisé dans le domaine de l'informatique pour parler de la télémesure, par similarité avec le terme anglais (telemetry).

## Technique
Les mesures effectuées dans une installation sont acheminées sur place à un appareil de transmission, généralement un terminal distant (en anglais : Remote Terminal Unit, abrégé « RTU ») ou un automate programmable industriel (« API »), en anglais : Programmable Logic Controller (« PLC »). Cet appareil transmet, généralement en temps réel, à un centre de contrôle éloigné. Les télémesures sont alors prises en charge par un système de télégestion ou simple  data logger et retransmises par modem généralement vers un SCADA ou un logiciel de reporting.

## Application
La télémesure est utilisée dans plusieurs domaines, tels :
- l'astronautique (Programme Apollo ou Fusée Ariane par exemple) ;
- la course automobile (Formule 1 en particulier) ;
- la gestion de processus industriels ;
- la distribution d'électricité ou de gaz.

Les données qui font l'objet d'une télémesure sont notamment (dans le cas d'un lanceur) :
- pressions, températures, vibrations ;
- tensions, courants.